# 랍소
그리스 신화에서, 랍소 (그리스어: Ῥαψώ)는 님프 또는 아테네에서 숭배되는 작은 여신이다. 그녀는 팔레론에서 발견된 기원전 4세기의 비문에서 단독으로 알려져 있다. 그녀의 이름은 "바느질" 또는 "바늘땀"을 뜻하는 그리스어 동사 ῥάπτω에서 파생됐다.
일부에 따르면, 그녀는 모이라이 (운명의 여신)와 에일레이티이아 (탄생의 여신)와 연관되어 있다. 그녀는 어떻게든 봉합 작업 (모이라이의 클로토와 비슷하다)의 일종으로, 출생 시, 사람의 삶의 실을 조직했다. 그리고 다른 기록에 따르면, 그녀는 재봉사의 후원자였다.